# 衛東区
衛東区（えいとう-く）は中華人民共和国河南省平頂山市に位置する市轄区。

## 行政区画
- 街道:東安路街道、優越路街道、五一路街道、建設路街道、東環路街道、東工人鎮街道、光華路街道、鴻鷹街道、申楼街道、北環路街道、東高皇街道、蒲城街道